# Victoria (Caldas)
Victoria est une municipalité située dans le département de Caldas, en Colombie.